# STS-103
STS-103 – trzecia (SM3A) misja serwisowa amerykańskiego wahadłowca Discovery do Kosmicznego Teleskopu Hubble’a. Równocześnie był to dwudziesty siódmy lot promu kosmicznego Discovery i dziewięćdziesiąty szósty programu lotów wahadłowców.

## Załoga
źródło
- Curtis Brown (6)*, dowódca
- Scott J. Kelly (1), pilot
- Steven Smith (3), specjalista misji 1
- Michael Foale (5), specjalista misji 4
- John M. Grunsfeld (3), specjalista misji 3
- Claude Nicollier (4), specjalista misji 5 (ESA, Szwajcaria)
- Jean-François Clervoy (3), specjalista misji 2 (ESA, Francja)

*(w nawiasie podano liczbę lotów odbytych przez każdego z astronautów)

## Parametry misji
- Masa:
  - startowa orbitera: 112 493 kg
  - lądującego orbitera: 95 768 kg
- Perygeum: 563 km[4]
- Apogeum: 609 km[4]
- Inklinacja: 28,45°[4]
- Okres orbitalny: 96,4 min[4]

## Cel misji
źródło
- Trzeci lot serwisowy do Kosmicznego Teleskopu Hubble’a, umieszczonego na orbicie w kwietniu 1990 roku (Discovery STS-31).
Trzecia misja serwisowa została podzielona na dwa etapy, tworząc SM3A i SM3B (Servicing Mission). 13 listopada 1999 roku awarii uległ już czwarty spośród sześciu żyroskopów satelity, co uniemożliwiło sterowanie położeniem teleskopu. SM3A miała za zadanie przywrócenie sprawności Hubble’a. W czasie misji wymieniono wszystkie żyroskopy, a także komputer pokładowy i dokonano kilku innych istotnych napraw. Wyłączono Kamery Bliskiej Podczerwieni i Spektrometru Multiobiektowego (NICMOS) do czasu instalacji systemu chłodzenia (podczas następnej misji serwisowej)[5].

## Spacer kosmiczny
źródło
- EVA -1 (22 grudnia 1999, 8 godz. 15 min): S. Smith, J. Grunsfeld.
- EVA-2 (23 grudnia 1999, 8 godz. 10 min): M. Foale, C. Nicollier.
- EVA-3 (24 grudnia 1999, 8 godz. 8 min): S. Smith, J. Grunsfeld.